# 六小龄童
六小龄童（1959年4月12日—），本名章金莱，汉族，浙江绍兴人，生于上海。出身“章氏猴戏”世家。父親章宗义，藝名六龄童；哥哥章金星，又名妙良，藝名小六龄童。现为中央电视台、中国电视剧制作中心演员剧团演员，为一级演员。

## 生平
六小龄童的身世是元末蒙古人后裔，其祖先随蒙古骑兵南下江南，定居于此。朱元璋北逐元廷建立明朝之后，所有留在南方的蒙古人成为“堕民”，他们只被允许从事小商小贩、卖艺等底层工作，到了六小龄童的曾祖父“活猴章”章廷椿开始，章家猴戏开始有了些名气，六小龄童的祖父、伯父、父亲也都是猴戏名角。所以出生于猴戏世家的六小龄童，从小师从其父六龄童学习绍剧。他在中央电视台《西游记》及其续集中饰演孙悟空红遍中国，荣获多项大奖及荣誉。此外，他还曾出演过《阿Q正传》《吴承恩与西游记》等电影电视剧。

## 家庭
1983年夏天，因《西游记》剧组人手不够，导演杨洁便从“二炮”基地文工团调来了演员于虹做场记，便认识了六小龄童，1985年夏天在北京西郊拍《官封弼马温》那场戏，六小龄童受伤，由于虹照顾他，两人感情升温，1988年6月12日，六小龄童和于虹在北京结婚，1990年11月，女儿章同童出生。

## 著作
- 《六小龄童品西游》（上）
- 《六小龄童品西游》（下）
- 《听六小龄童说西游》（上）
- 《听六小龄童说西游》（下）
- 《听孙悟空说西游》（上）
- 《听孙悟空说西游》（下）[5]
- 《2016年猴年珍藏纪念版西游记》（编著）[6]
- 《行者：一念一生》[7]
- 《重走玄奘路图文集》（上、下）（主编）
- 《猴王世家——章氏猴戏与中国戏曲》[8]
- 《猴缘》[9]
- 《“孙悟空”的成长日记》
- 《金箍棒的秘密》[10]

## 影视作品

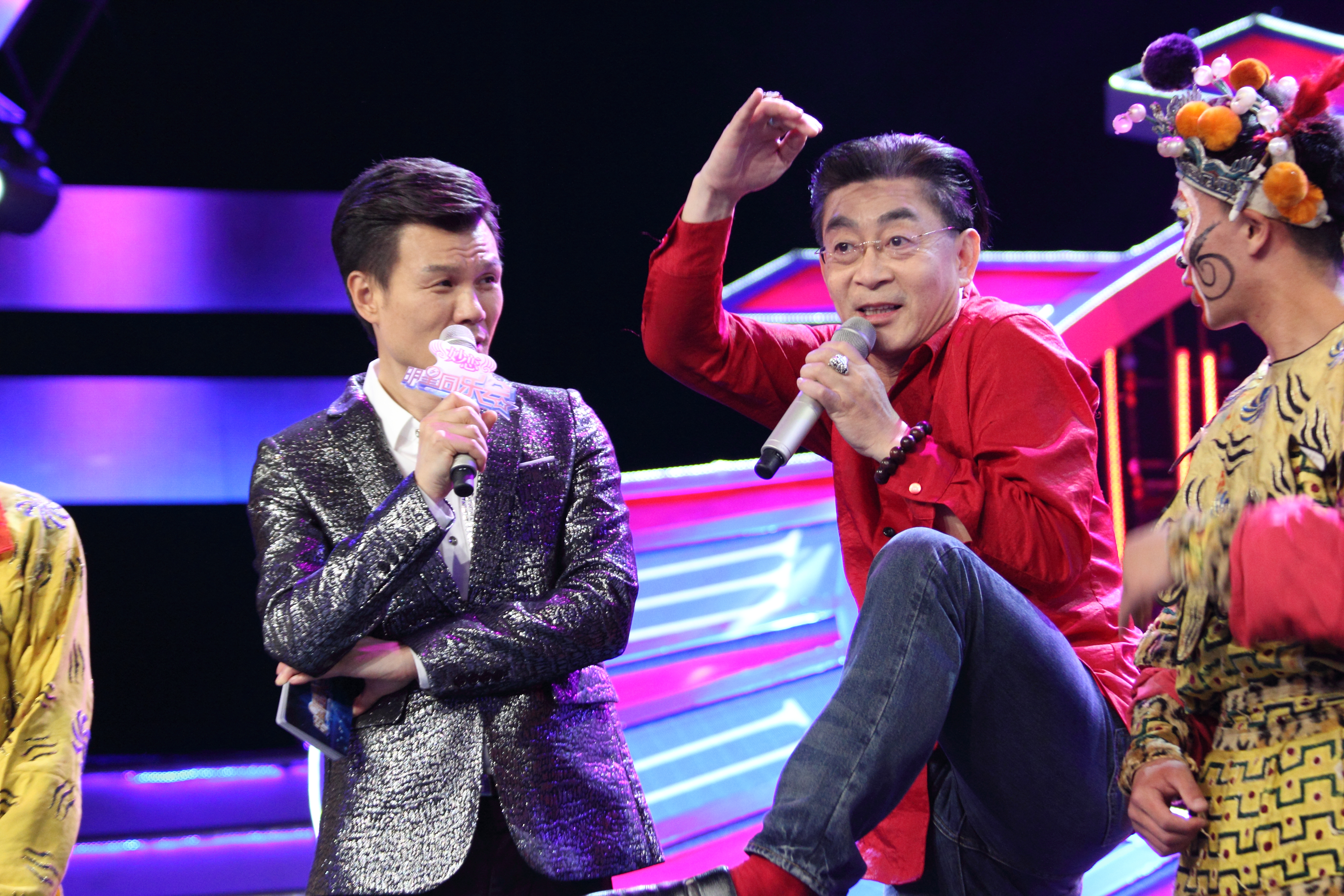
六小龄童做出孙悟空嘹望的动作，2014年。

### 电视剧
- 1986年，电视剧《西游记》，饰孙悟空
- 1993年，电视剧《猴娃》，饰六龄童
- 1994年，电视剧《大上海屋檐下》（又名《红色年代》），饰颜世鹏
- 1997年，电视剧《双筒望远镜》，饰父亲
- 1998年，电视剧《西游记续集》，饰孙悟空
- 1999年，电视剧《追踪309》，饰罗大鹏
- 2000年，电视剧《1939·恩来回故里》，饰周恩来
- 2001年，电视剧《义海风云》，饰李正平
- 2001年，电视剧《某年某月某一天》，饰医生
- 2002年，电视剧《啼笑因缘》，饰关寿峰
- 2003年，电视剧《连城诀》，饰花铁干
- 2005年，电视剧《荀慧生》，饰王瑶卿
- 2007年，电视剧《欢天喜地七仙女》，饰太上老君
- 2007年，电视剧《吴承恩与西游记》，饰吴承恩和孙悟空
- 2007年，电视剧《贺龙传奇》，饰周恩来
- 2009年，电视剧《北平战与和》，饰胡适
- 2013年，電視劇《新燕子李三》，飾李顯
- 2015年，電視劇《石敢当之雄峙天东》，饰玉皇大帝

### 电影
- 1981年，电影《阿Q正传》（饰革命党）
- 1991年，电影《过年》（饰程志）
- 1991年，电影《喜剧明星》（饰记者）
- 1991年，电影《周末恋爱角》（饰杜大川）
- 1992年，电影《祝你好运》（饰章导演）
- 2004年，电影《青春的忏悔》（饰医生）
- 2016年，中美合拍3D魔幻片《敢问路在何方》（饰孙悟空）
- 2020年，电影《财迷》（饰郝鲲鹏）
- 2017年，電影《大鬧天竺》（飾武聖、孫悟空）
- 2020年，中美合拍3D電影《敢問路在何方》（籌備）[11]

### 其他
- 1992年，电视片《父子美猴王》
- 1996年，电视片《六龄童》艺术指导

### 广告
- 1995年，金猴皮鞋

广告语：穿金猴皮鞋，走金光大道
- 1997年，六小龄童营养钙面[13]
- 1997年，六小龄童矿泉水[14]
- 2016年，百事可乐、肯德基、广汽传祺汽车大圣车服

六小龄童：“2016年是猴年，我做了三个广告，一个是百事可乐，一个是肯德基，还有我们广汽的大圣车服，其中与大圣车服的合作是文化氛围最契合的。”
- 2018年，手游《大圣轮回之大闹天宫》[6]

## 中国之最
2000年9月，六小龄童经上海大世界基尼斯中国之最认定，获得参加拍摄长篇电视连续剧时间最长的主要演员纪录；2013年7月，经上海大世界基尼斯中国之最认定，获得收藏各类西游记藏品数量之最纪录。

## 世系图
|                         |                         |                         |                         |                         |                         |                         |                         |                         |                         |                     |                     | 活猴章 （章廷椿）   |                     |                   |                   |                   |                   |                   |                   |                     |                     |                     |                     |                     |                     |                     |                     |                     |                     |  |  |                         |                         |                         |                         |                         |                         |
|                         |                         |                         |                         |                         |                         |                         |                         |                         |                         |                     |                     |                     |                     |                   |                   |                   |                   |                   |                   |                     |                     |                     |                     |                     |                     |                     |                     |                     |                     |  |  |                         |                         |                         |                         |                         |                         |
|                         |                         |                         |                         | 沈安姑 （育有三子二女） | 沈安姑 （育有三子二女） | 沈安姑 （育有三子二女） | 沈安姑 （育有三子二女） | 沈安姑 （育有三子二女） | 沈安姑 （育有三子二女） |                     |                     | 赛活猴 （章益生）   | 赛活猴 （章益生）   | 赛活猴 （章益生） | 赛活猴 （章益生） | 赛活猴 （章益生） | 赛活猴 （章益生） |                   |                   | 周风仙 （育有二子） | 周风仙 （育有二子） | 周风仙 （育有二子） | 周风仙 （育有二子） | 周风仙 （育有二子） | 周风仙 （育有二子） |                     |                     |                     |                     |  |  |                         |                         |                         |                         |                         |                         |
|                         |                         |                         |                         | 沈安姑 （育有三子二女） | 沈安姑 （育有三子二女） | 沈安姑 （育有三子二女） | 沈安姑 （育有三子二女） | 沈安姑 （育有三子二女） | 沈安姑 （育有三子二女） |                     |                     | 赛活猴 （章益生）   | 赛活猴 （章益生）   | 赛活猴 （章益生） | 赛活猴 （章益生） | 赛活猴 （章益生） | 赛活猴 （章益生） |                   |                   | 周风仙 （育有二子） | 周风仙 （育有二子） | 周风仙 （育有二子） | 周风仙 （育有二子） | 周风仙 （育有二子） | 周风仙 （育有二子） |                     |                     |                     |                     |  |  |                         |                         |                         |                         |                         |                         |
|                         |                         |                         |                         |                         |                         |                         |                         |                         |                         |                     |                     |                     |                     |                   |                   |                   |                   |                   |                   |                     |                     |                     |                     |                     |                     |                     |                     |                     |                     |  |  |                         |                         |                         |                         |                         |                         |
|                         |                         |                         |                         |                         |                         |                         |                         |                         |                         |                     |                     |                     |                     |                   |                   |                   |                   |                   |                   |                     |                     |                     |                     |                     |                     |                     |                     |                     |                     |  |  |                         |                         |                         |                         |                         |                         |
| 周传康 （育有四子四女） | 周传康 （育有四子四女） | 周传康 （育有四子四女） | 周传康 （育有四子四女） | 周传康 （育有四子四女） | 周传康 （育有四子四女） |                         |                         | 七龄童 （章宗信）       | 七龄童 （章宗信）       | 七龄童 （章宗信）   | 七龄童 （章宗信）   | 七龄童 （章宗信）   | 七龄童 （章宗信）   |                   |                   | 袁瑞丰 （无子女） | 袁瑞丰 （无子女） | 袁瑞丰 （无子女） | 袁瑞丰 （无子女） | 袁瑞丰 （无子女）   | 袁瑞丰 （无子女）   |                     |                     | 六龄童 （章宗义）   | 六龄童 （章宗义）   | 六龄童 （章宗义）   | 六龄童 （章宗义）   | 六龄童 （章宗义）   | 六龄童 （章宗义）   |  |  | 严茶姑 （育有五子三女） | 严茶姑 （育有五子三女） | 严茶姑 （育有五子三女） | 严茶姑 （育有五子三女） | 严茶姑 （育有五子三女） | 严茶姑 （育有五子三女） |
| 周传康 （育有四子四女） | 周传康 （育有四子四女） | 周传康 （育有四子四女） | 周传康 （育有四子四女） | 周传康 （育有四子四女） | 周传康 （育有四子四女） |                         |                         | 七龄童 （章宗信）       | 七龄童 （章宗信）       | 七龄童 （章宗信）   | 七龄童 （章宗信）   | 七龄童 （章宗信）   | 七龄童 （章宗信）   |                   |                   | 袁瑞丰 （无子女） | 袁瑞丰 （无子女） | 袁瑞丰 （无子女） | 袁瑞丰 （无子女） | 袁瑞丰 （无子女）   | 袁瑞丰 （无子女）   |                     |                     | 六龄童 （章宗义）   | 六龄童 （章宗义）   | 六龄童 （章宗义）   | 六龄童 （章宗义）   | 六龄童 （章宗义）   | 六龄童 （章宗义）   |  |  | 严茶姑 （育有五子三女） | 严茶姑 （育有五子三女） | 严茶姑 （育有五子三女） | 严茶姑 （育有五子三女） | 严茶姑 （育有五子三女） | 严茶姑 （育有五子三女） |
|                         |                         |                         |                         |                         |                         |                         |                         |                         |                         |                     |                     |                     |                     |                   |                   |                   |                   |                   |                   |                     |                     |                     |                     |                     |                     |                     |                     |                     |                     |  |  |                         |                         |                         |                         |                         |                         |
|                         |                         |                         |                         |                         |                         |                         |                         |                         |                         |                     |                     |                     |                     |                   |                   |                   |                   |                   |                   |                     |                     |                     |                     |                     |                     |                     |                     |                     |                     |  |  |                         |                         |                         |                         |                         |                         |
| 七小龄童 （章金元）     | 七小龄童 （章金元）     | 七小龄童 （章金元）     | 七小龄童 （章金元）     | 七小龄童 （章金元）     | 七小龄童 （章金元）     |                         |                         | 小七龄童 （章金云）     | 小七龄童 （章金云）     | 小七龄童 （章金云） | 小七龄童 （章金云） | 小七龄童 （章金云） | 小七龄童 （章金云） |                   |                   |                   |                   |                   |                   |                     |                     |                     |                     | 小六龄童 （章金星） | 小六龄童 （章金星） | 小六龄童 （章金星） | 小六龄童 （章金星） | 小六龄童 （章金星） | 小六龄童 （章金星） |  |  | 六小龄童 （章金莱）     | 六小龄童 （章金莱）     | 六小龄童 （章金莱）     | 六小龄童 （章金莱）     | 六小龄童 （章金莱）     | 六小龄童 （章金莱）     |

## 争议事件
- 央视版《西游记》导演杨洁于2017年4月15日去世后，六小龄童发布缅怀视频，并在结尾宣传其有戏份参与的中外合拍电影《敢问路在何方》。此举被指借悼念之名炒作，被网友讽称为“灵堂卖片”。[18]六小龄童多次宣传称这部电影“明年下半年”开机，然而影片的拍摄和上映多次推迟，目前仍无任何消息。
- 在拍摄央视版《西游记》时，六小龄童穿着化妆孙悟空形象，一只猴子与他敬礼，并且被人拍了下来。六小龄童长期称该猴子为“野生”猴子，是偶然窜出，也是偶然事件。在最初的节目访谈中，照片中猴子的腿都含有铁链[19]。但是，后再次公布的照片中则无其铁链[20]。
- 六小龄童称其有2张“公安部门特批办理”的身份证，不过在《鲁豫有约》的一期节目上[21]，被证实两张身份证是二代身份证和一代身份证各一张。而由于早期的一代身份证标准不统一，会有一定機率出现两张身份证的失误，故并不一定是公安部门特批办理。
- 2018年12月5日，梨视频发布了一则名为《六小龄童画像挂满吴承恩故居》的视频，视频中阐述《西游记》作者吴承恩的故居内出现许多六小龄童的画像和雕像，而陈列吴承恩事迹及史料很少，却有大量六小龄童、猴王世家等展品。[22]12月6日，故居主任徐朝红出面澄清，称那是美猴王世家艺术馆，只是故居一部分，故居主要展示的是吴承恩，六小龄童只是名誉馆长。[23]
- 六小龄童多次公开指责《大话西游》等以《西游记》改编作品“篡改原著、歪曲人物形象”，但其本人却在2018年10月代言了根据西游记改编、与原著主旨相差甚远的的手机游戏《大圣归来》。此后网友为嘲讽六小龄童故意改编或引用其经典言论，称之为“六学”。[24]
- 六小龄童称其“拍《西游记》，没有替身，再苦再难的戏，都是自己上”，《西游记》摄像师王崇秋称续集《真假美猴王》里虽然存在替身演员，但是孙悟空和六耳猕猴的所有近景、特写，文戏均有六小龄童出演。[25]副摄影师唐继全表示86版99.99%的戏份都由六小龄童完成，只有特殊的比如蹦床、放马的戏、石猴划竹筏漂洋过海的戏需要特技演员或者专业人士（并非现在意义上的替身）[26]。六小龄童还曾用法律手段警告替身演员徐雷霆。[27]徐雷霆曾在多档节目里表示自己完成86版西游记大多数危险动作，事实却是西游记拍摄于1982年-1986年，徐1985年才进组，被西游记摄影师王崇秋和副摄影师唐继全否认了他替身了大多数武打戏份的说法。